# Skandináv jóléti modell

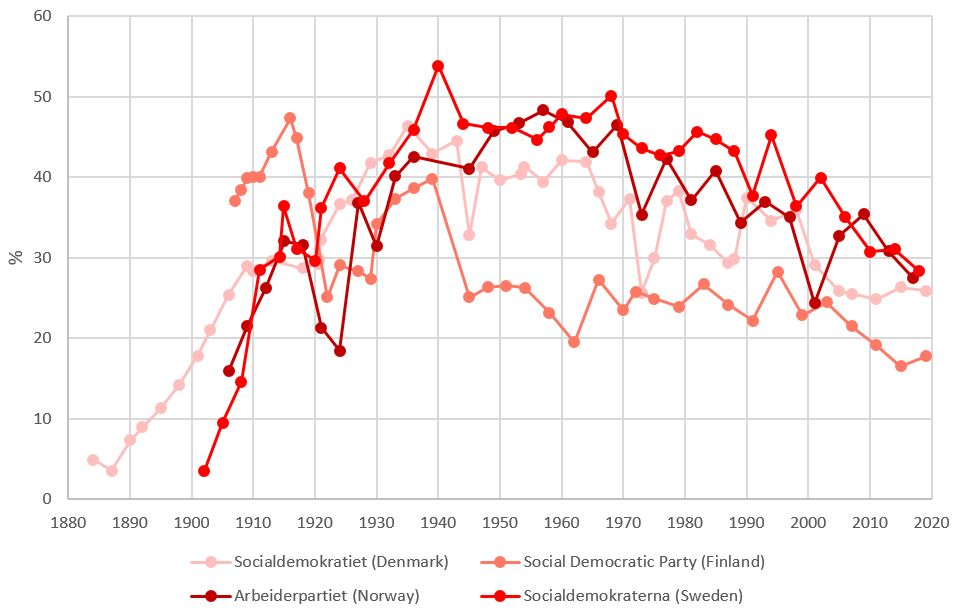
A szociáldemokrata pártokra leadott szavazatok aránya Dániában, Finnországban Svédországban és Norvégiában

A skandináv jóléti modell  a modern jóléti állam egyik fejlett formája az észak-európai országokban. A fogalom azokat a módszereket és gyakorlatokat takarja, amelyekkel Dánia, Finnország, Izland, Norvégia és Svédország megszervezte a társadalombiztosítás,  egészségügyi szolgáltatások és az oktatás finanszírozását. Ezek az országcsoporton belül sok hasonlóságot mutatnak, ugyanakkor jelentősen eltérnek a kontinens többi államának struktúráitól.

## Jóléti ellátások
A skandináv jóléti modell elvei lutheránus alapértékekre épülnek, amelyek alapján minden állampolgár jogosult az ellátásokra, függetlenül a munkaügyi vagy családi állapotától. A rendszer univerzális, nem hagy ki senkit. Emellett individuális alapú: a feleség a jóléti rendszerben például férjétől függetlenül rendelkezik a jóléti rendszer jogaival, ahogy a férj is a feleségtől függetlenül.  
A skandináv országokban az állam jóval nagyobb szerepet vállal a polgárok számára elérhető jóléti ellátások finanszírozásában és megszervezésében, mint más európai országokban. Ehhez az adórendszernek is alkalmazkodnia kellett: az adók széles bázisúak és magasak.
Az ellátások jelentősebbek, mint például a brit William Beveridge modell esetén és jóval nagyobb állami újraelosztást eredményeznek, mint a Bismarck jóléti modell.
A skandináv jóléti ellátások szervezeti modellje is sokkal egyszerűbb, mint Európa más országaiban: szinte minden feladatot az állam, illetve a helyi önkormányzatok látnak el és sokkal kevésbé az egyének, családok, egyházak vagy egyéb szervezetek.

## Volt szocialista országok
A szocializmust 1990 körül maguk mögött hagyó országok kezdetben sok tekintetben a skandináv modellhez hasonló (hozzá képest ugyanakkor kevésbé kiterjedt és alacsonyabb minőségű) szociális- és egészségügyi ellátórendszerrel rendelkeztek, azonban hiányzott az ezek középtávú fenntarthatóságát biztosító piacgazdaság, állami és privát hatékonyság, adóalap és a mindezeket kombináló tradíciók. A gazdagabb európai országokhoz való felzárkózás folyamatának fenntartásához ugyanakkor a versenyképesség karbantartására volt szükség, ami a volt szocialista országok legtöbbjeiben viszonylag alacsony adókulcsokhoz vezetett. Az állandósult tőkehiány, a lakosság körében magas munkanélküliségi ráta (előtte pedig a gyárkapun belüli rejtett munkanélküliség), az alacsony termelékenységgel kombinált nagyarányú feketegazdaság és korrupció, valamint a szerény mértékű adóalapok elháríthatatlan akadályokat gördítettek a skandináv modell másolása elé. (Magyarországon 1975-1998 között működött a skandináv modellt megközelítő ellátórendszer, amely a Kádár-rendszer idején érte el a maximumot és a rendszerváltást követően, a Bokros-csomag intézkedéseivel kezdődött el az azóta tartó fokozatos leépülése.)